# Uroš Duvnjak
Uroš Duvnjak (in serbo Урош Дувњак?; Belgrado, 19 novembre 1986) è un cestista serbo.

## Carriera
Con la Serbia universitaria ha disputato le Universiadi di Bangkok 2007.